# Antonín Kachlík
Antonín Kachlík (Kladno-Rozdělov, Txecoslovàquia, (26 de febrer de 1923 – 20 d'abril de 2022) va ser un director de cinema i guionista txec. Va dirigir 21 pel·lícules entre 1948 i 1987. En 1973, va ser membre del jurat en el 8è Festival Internacional de Cinema de Moscou.

## Primers anys i educació
Es va criar en Malá Dobrá fins a 1931, quan la seva família es va mudar a Praga. Va assistir a l'acadèmia de comerç de Praga-Karlín. Durant la Segona Guerra Mundial, Kachlík es va unir a un moviment de resistència clandestí on imprimia i distribuïa fullets de partit esquerra i després de graduar-se de l'escola en 1942, es va veure obligat a treballar per a Alemanya com a membre de les brigades de bombers en l'àrea del Ruhr. Aquí, va ajudar els alemanys a netejar els enderrocs després dels atacs aeris nocturns de les Forces Aliades.
Després de la Segona Guerra Mundial, va assistir a la Facultat de Ciències Polítiques i Socials, abans de sol·licitar una educació en l'Acadèmia de Cinema (FAMU) en 1946. Va acabar graduant-se de l'Acadèmia de Cinema en 1950.
Després de graduar-se, va anar a Zlín per a treballar com dramaturg en el Teatre dels Treballadors, abans d'unir-se a l'exèrcit en 1952, on va servir fins a 1954.

## Vida professional
Va començar la seva carrera com a director treballant com segon director va ajuntar amb Josef Mach i Bořivoj Zeman.
Va començar a treballar com a director de cinema en 1961 en la pel·lícula dramàtica Červnové dny, i va continuar dirigint pel·lícules fins a 1988. Entre 1961 i 1983 Kachlík va escriure múltiples guions, i al llarg de la seva vida, va escriure un total de 5 llibres, sent l'últim escrit en 2003. Entre els anys 1971-1992 va començar a ensenyar a FAMU.
Va rebre crítiques per dirigir una pel·lícula biogràfica sobre la vida del líder comunista Klement Gottwald, anomenada Dvacátý devátý.

## Vida personal
Murió el 20 d'abril de 2022, als 99 anys. Estava casat amb l'actriu Květoslava („Květa“) Houdlová. La seva filla Kateřina Kachlíková (nascuda el 1953) és una mezzo-soprano txeca.

## Filmografia seleccionada
- Červnové dny (1961)
- Bylo nás deset (1963)
- Třiatřicet stříbrných křepelek (1965)
- Death Behind a Curtain (1967)
- Já, truchlivý bůh (1969)
- Princ Bajaja (1971)
- We, the Lost Girls (1972)
- Zločin v Modré hvězdě (1974)
- Dvacátý devátý (1975)
- Kouzelné dobrodružství (1983)
- Kouzelníkův návrat (1985)
- On a Wayward Princess (1987)